# Philipp Hofmann
Philipp Hofmann (Arnsberg, 30 maart 1993) is een Duits voetballer die bij voorkeur als aanvaller speelt. Hij verruilde in 2015 1. FC Kaiserslautern voor Brentford.

## Clubcarrière
Hofmann werd op zijn zestiende opgenomen in de jeugdopleiding van Schalke 04. Op z'n achttiende speelde hij bij de reserves hiervan. In het seizoen 2011-2012 speelde hij 24 wedstrijden voor Schalke 04 II, waarin hij zes doelpunten scoorde. Op 30 juli 2012 werd besloten om de aanvaller een jaar te verhuren aan SC Paderborn 07, op dat moment actief in de 2. Bundesliga. Daar scoorde hij in 31 wedstrijden zeven doelpunten. Tijdens het seizoen 2013/14 werd hij verhuurd aan FC Ingolstadt 04, dat destijds ook in de 2. Bundesliga speelde.

## Interlandcarrière
Hofmann speelde in Duitsland -18, Duitsland -19, Duitsland -20 en debuteerde in 2013 in Duitsland -21.
1 Riemann ·
2 Gamboa ·
3 Soares ·
4 Mašović ·
5 Bernardo ·
6 Osterhage ·
7 Stöger ·
8 Losilla  ·
9 Paciência ·
10 Förster ·
11 Asano ·
13 Daschner ·
14 Oermann ·
15 Passlack ·
18 Osei-Tutu ·
19 Bero ·
20 Ordets ·
21 Esser ·
22 Antwi-Adjei ·
23 Thiede ·
24 Pannewig ·
25 Tolba ·
27 Kwarteng ·
29 Broschinski ·
30 Römling ·
31 Schlotterbeck ·
32 Wittek ·
33 Hofmann ·
39 Mousset ·
41 Loosli ·
Coach: Letsch
· Assistent-coach: Fießer